# Malo magle, malo mjesečine
Malo magle, malo mjesečine treći je studijski album hrvatskog pop rock sastava Silente. Izdan je 5. lipnja 2018. godine pod okriljem diskografske kuće Aquarius Records.

## Popis pjesama
| 1.    | »Sve su moje pjesme iste«                     | 5:15 |
| 2.    | »Krvoloci«                                    | 3:16 |
| 3.    | »Nije išla u detalje«                         | 4:10 |
| 4.    | »Kao i toliko puta prije«                     | 2:25 |
| 5.    | »Kao nekakvi stražari«                        | 2:50 |
| 6.    | »Nađi nekog poput njega«                      | 4:06 |
| 7.    | »Ti sebe ne znaš«                             | 3:31 |
| 8.    | »Dvije riječi«                                | 3:55 |
| 9.    | »Ako te ikada sretnem«                        | 3:32 |
| 10.   | »Voda ispod mosta«                            | 3:14 |
| 11.   | »Falange«                                     | 4:30 |
| 12.   | »Kao i toliko puta prije (akustična verzija)« | 1:58 |
| 13.   | »Malo magle, malo mjesečine«                  | 3:34 |
| 46:09 |                                               |      |